# Tuskahoma
Tuskahoma, tidigare Tushka Homma, är en småort i norra Pushmataha County i Oklahomai USA, 65 kilometer öster om Clayton. Den har tidigare varit huvudstad för Choctaw Nation i dåvarande Indianterritoriet. 
Tuskahoma hade 2010 151 invånare. Namnet betyder "röd krigare" på choctaw.
Beslut om att Tuskahoma skulle bli permanent politisk huvudstad för Choctaw Nation of Oklahoma fattades 1882. Den ersatte en rad andra temporära huvudstäder i Indianterritoriet sedan 1830-talet: Nanih Waiyaht, Doaksville, Skullyville, Fort Towson, Boggy Depot och Chahta Tamaha.
Efter det att Choctaw Nation hade beslutat om att göra Tuskahoma till permanent huvudstad uppfördes en representativ byggnad för att inrymma regering, kongress och domstol. Den rymliga tvåvånings tegelbyggnaden Council House färdigställdes 1884. Den inrymde salar för Senaten, Representanthuset och Högsta domstolen, Överhövdingens kansli, kontor för andra av nationens tjänstemän samt sammanträdesrum. 
En  stad uppstod runt Council House med flera hotell och pensionat, frisersalonger, detaljhandel, smedjor och bostadshus. När sedan St. Louis and San Francisco Railway byggdes genom Kiamichidalen vid mitten av 1880-talet, förlades den tre kilometer söder om Tuskahoma. Området omkring Kapitolium övergavs till förmån för trakten av järnvägsstationen. Tuskahoma Female Academy inrättades 1892. Det brann ned 1925 och återuppbyggdes inte. 
Tuskahoma, på sin nya plats vid järnvägen, gick tillbaka under andra hälften av 1920-talet till förmån för närliggande Clayton. 
Choctaw Nation of Oklahoma håller sitt årliga pow wow på Labor Day i Tuskahoma vid Council House, vilken kan besökas av 50.000–100.000 deltagare. Festivalen har bland annat country och gospelkonserter. 
Council House inrymmer idag The Choctaw Nation of Oklahoma Capitol Museum.